# Chromatomyia lactuca
Chromatomyia lactuca är en tvåvingeart som beskrevs av Frost 1924. Chromatomyia lactuca ingår i släktet Chromatomyia och familjen minerarflugor. Inga underarter finns listade i Catalogue of Life.